# Kiss Antal (amerikai katona)
Kiss Antal (angolul: Anthony Kiss) (Magyarország, 1826 vagy 1827 – Montgomery nemzeti katonaotthon, Ohio, 1864 után) magyar származású amerikai szabadságharcos katona.

## Élete
1860-ban Philadelphiában (Pennsylvania) cipészként működött, s nőtlen volt. Az amerikai polgárháborúban az unionisták oldalán lépett be közlegénynek a 39. New York-i gyalogezred „F” századába, később őrmesternek léptették elő, szolgálati ideje 1862. október 1-jén járt le, ekkor leszerelt. 1863 november 9-én újra katonai szolgálatba állt, az 1. számú New Jersey-i könnyű-tüzérség „C” ütegébe sorozták be közlegénynek. Súlyosan megsebesült, s Washingtonba szállították a Lincoln általános hadikórházba. 1864. december 17-én egészségi állapota miatt katonai szolgálatra alkalmatlannak minősítették és leszerelték. Később a Montgomery (Ohio) nemzeti katonaotthonban élt.